# مات جونز (لاعب اتحاد الرغبي)
مات جونز (بالإنجليزية: Matthew Jones)‏ هو لاعب اتحاد الرغبي بريطاني، ولد في 4 أبريل 1984 في بريدجند ‏ في المملكة المتحدة.

## وصلات خارجية
- ماثيو جونز على موقع دوري الرغبي الممتاز (الإنجليزية)
- ماثيو جونز عل موقع إسبنسكروم (الإنجليزية)
- ماثيو جونز على موقع ItsRugby.co.uk (الإنجليزية)